# Mario Musa
Mario Musa (Zagabria, 6 luglio 1990) è un ex calciatore croato, di ruolo difensore.

## Carriera
Terzino sinistro, ha svolto gli ultimi anni del settore giovanile con la Dinamo Zagabria.
Nel 2009 è passato in prestito ad un'altra squadra della capitale Zagabria ma meno blasonata, la Lokomotiva. Il prestito si è prolungato per quattro anni, al termine dei quali la stessa Lokomotiva ha potuto tesserare Musa a titolo definitivo per due ulteriori anni dato che era senza contratto. In totale con la maglia della Lokomotiva ha disputato sei stagioni, tutte nella massima serie croata.
Nel 2015 la Dinamo lo ha rifirmato, per quella che è stata la sua prima stagione realmente trascorsa con la prima squadra, vincitrice tra l'altro sia del campionato che della coppa nazionale. Oltre a ciò, durante questo periodo Musa ha giocato alcune partite con la squadra riserve, ma è stato schierato anche nei minuti finali di una partita di UEFA Champions League, quella persa 2-1 sul campo dell'Olympiakos.
Nell'agosto 2016 è stato girato agli israeliani del Maccabi Haifa, che però lo hanno rilasciato nella successiva finestra di mercato. Rientrato in Croazia, nel successivo marzo è stato protagonista di un nuovo prestito, in questo caso in Svezia all'Hammarby. A metà maggio, tuttavia, il prestito è stato prematuramente interrotto e il giocatore è rientrato in Croazia con due sole partite all'attivo.
Nel luglio 2017 è tornato nuovamente in prestito alla Lokomotiva Zagabria.

## Palmarès

### Club

#### Competizioni nazionali
- Coppa di Croazia: 1

Dinamo Zagabria: 2015-2016
- Campionato croato: 2

Dinamo Zagabria: 2015-2016, 2018-2019
- Supercoppa di Croazia: 1

Dinamo Zagabria: 2019